# Sulfolobus solfataricus
Sulfolobus solfataricus é uma espécie de arquea termofílica descoberta na cratera do vulcão Solfatara, do qual originou seu nome. Contudo, esses organismos não são exclusivos de vulcões, sendo isolados em diversos lugares do mundo com fontes termais. Seu crescimento ótimo acontece a 80 °C, pH entre 2 e 4 e concentrações de enxofre suficientes para metabolizar energia, condições que qualificam-na como uma espécie extremófila e acidófila. Ela apresenta normalmente um formato esférico, frequentemente lobado. S. solfataricus é autotrófica, pois obtém energia a partir da oxidação do enxofre.
Atualmente é o organismo mais estudado no filo das Crenarchaeotas. S. solfataricus são pesquisadas em relação ao seus mecanismos de replicação do DNA, ciclo celular, integração cromossômica, transcrição e processamento do RNA e tradução de proteínas. Os dados apontam para uma grande população de genes específicos das arqueas, reforçando as diferenças entre os três domínios biológicos: Archea, Eubacteria, e Eukaryota.[carece de fontes?]

## Resultados do sequenciamento gênico
A sequência completa do genoma de  S. solfataricus foi descrita em 2001. Em seu cromossomo único foram encontradas 2.992.245 de pares de bases nitrogenadas, que codificam 2977 proteínas e diversos RNAs. Em relação às proteínas, 40% são específicas de arquea,  12% de bactérias e  2,3% de eukarya, com o terço final não possuindo homólogos conhecidos. O genoma possui uma grande diversidade de genes, com 200 elementos de sequência de inserção diferentes. Isso é acoplado com extensos agrupamentos de repetições "em tandem" espaçadas rotineiramente. A ferredoxina é proposta como o principal transportador de elétrons, contrastando com bactérias e eucariontes, que dependem do NADH para esta função. S. solfataricus possui algumas características fortemente eucarióticas, associadas com diversas habilidades unicamente observadas em arqueias.